# Iais floridana
Iais floridana is een pissebed uit de familie Janiridae. De wetenschappelijke naam van de soort is voor het eerst geldig gepubliceerd in 1999 door Kensley & Schotte.